# Berkutchi

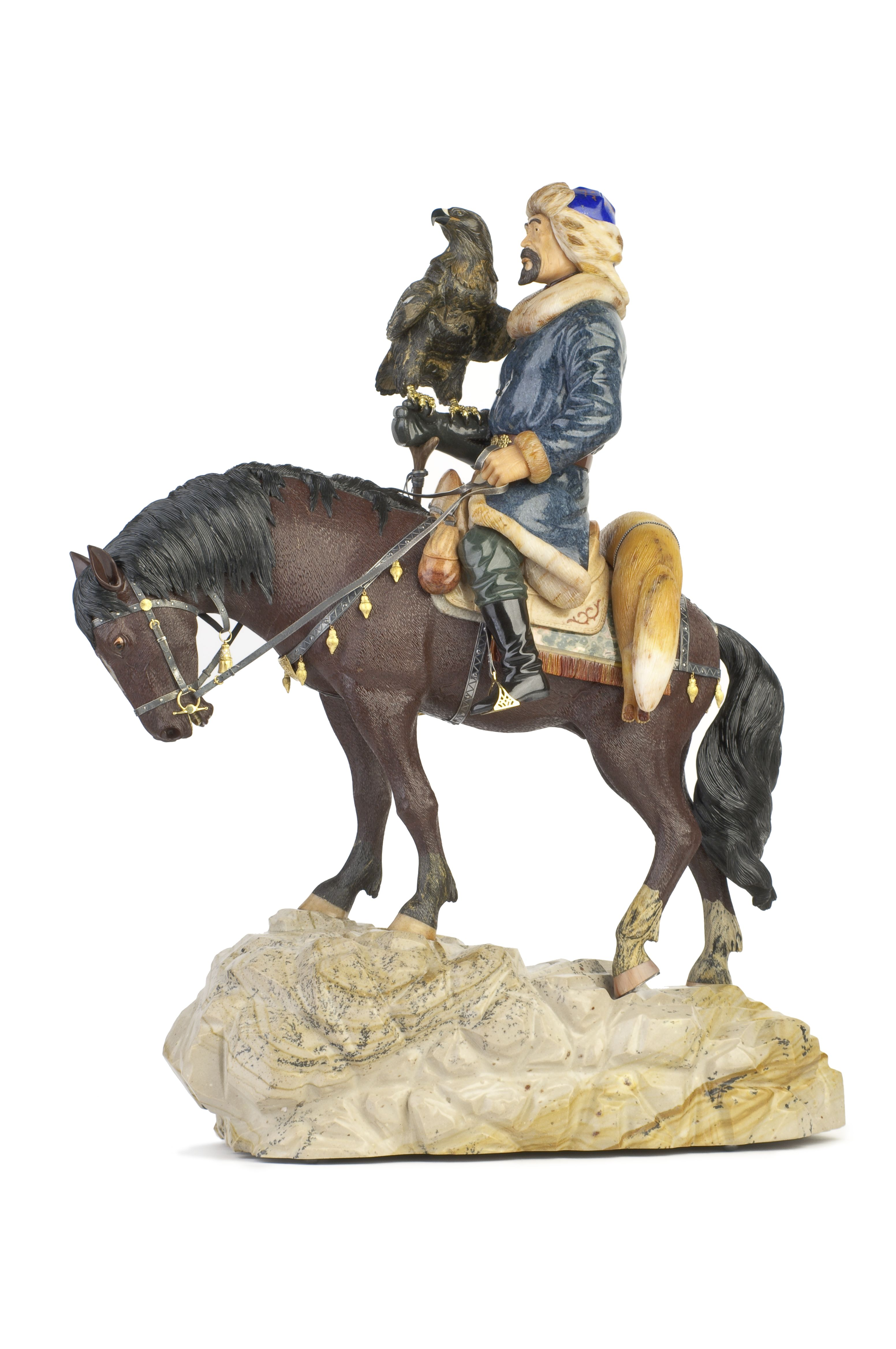
Sculpture représentant un berkutchi monté.

Un berkutchi (ou burkutchu, en russe : беркучи, composé d'aigle (kazakh : Беркут, mongol : бүргэд) et du suffixe turco-mongol : -chi (agent qui accomplit la fonction) est un fauconnier qui pratique la chasse à l'aigle, cet art des steppes d'Eurasie pratiqué par les kazakhs et les kirghizes dans le Kazakhstan et le Kirghizistan actuels, mais aussi dans les pays d'accueil de leur diaspora comme Bayan-Ölgii, en Mongolie, et Xinjiang en Chine. Même si ces peuples turcs sont plus connus pour leur chasse avec des aigles royaux, ils élèvent également dans ce but des autours des palombes, des faucons pèlerins, des faucons sacres, etc. .
Les aigles sont utilisés pour la chasse au renard corsac, lièvre, loup, saïga et gazelle à goitre. 

## Terminologie

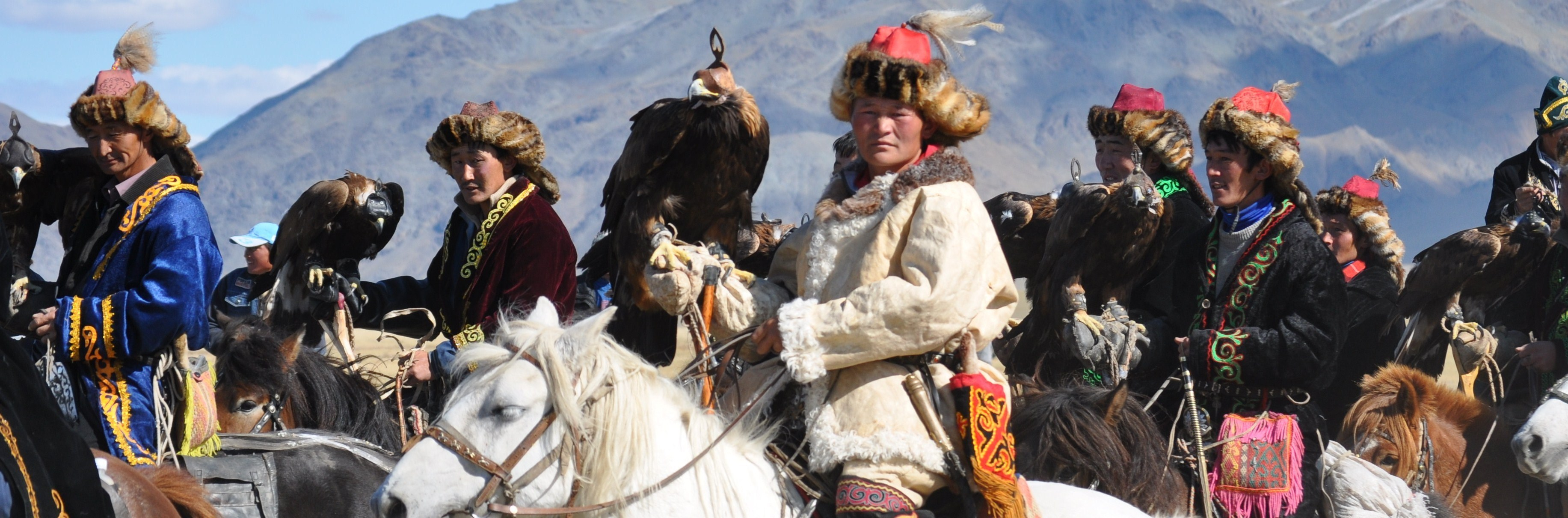
Chasseurs kazakhs à Ölgiy en Mongolie

Le mot kazakh « bürkit » désigne l'aigle royal, et « bürtkitshi », la chasse à l'aide de ces oiseaux.
Que ce soit en kazakh ou en kirghize, les deux premières langues de la fauconnerie d'Asie centrale, il existe des termes distincts pour la chasse avec des oiseaux de proie en général, et la chasse avec des aigles.
En kazakh, il y a deux termes généraux pour désigner les personnes qui capturent, élèvent et chassent avec différents oiseaux de proie : « qusbegi » et « sayatshy ». Qusbegi vient des mots « qus » (l'oiseau) et « bek » (le seigneur), signifiant littéralement « seigneur des oiseaux ». En ancien turc, « kush begi » était un titre utilisé pour les conseillers les plus respectés du khan, ce qui reflète la valeur des fauconniers à la cour . Sayat désigne la fauconnerie en général.
En kirghize, les personnes qui capturent, élèvent et chassent avec différents types d'oiseaux de proie sont appelés les « münüshkör ». La chasse à l'aigle royal est désignée par un mot proche du kazakh, « bürkütchü ».

## Histoire

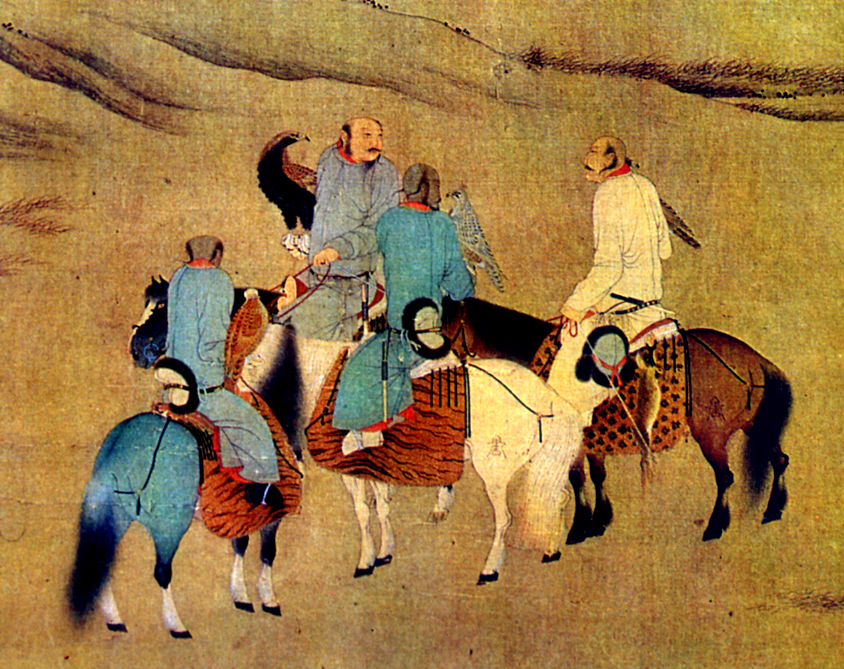
Khitans chassant à l'aigle royal à cheval, (dynastie Song).

Les archéologues retracent la fauconnerie d'Asie centrale entre le premier et le deuxième millénaire avant notre ère.

### Chez les Khitans
Entre 936 et 945, les Khitans, un peuple nomade de Mandchourie, ont conquis une partie du Nord de la Chine. En 960, la Chine a été conquise par la dynastie Song, mais cette dernière n'a jamais réussi à complètement contrôler les Khitans. Même si les Khitans avaient assimilé la culture chinoise, ils ont retenu un grand nombre de traditions nomades, y compris la chasse à l'aigle .

### Kazakhs

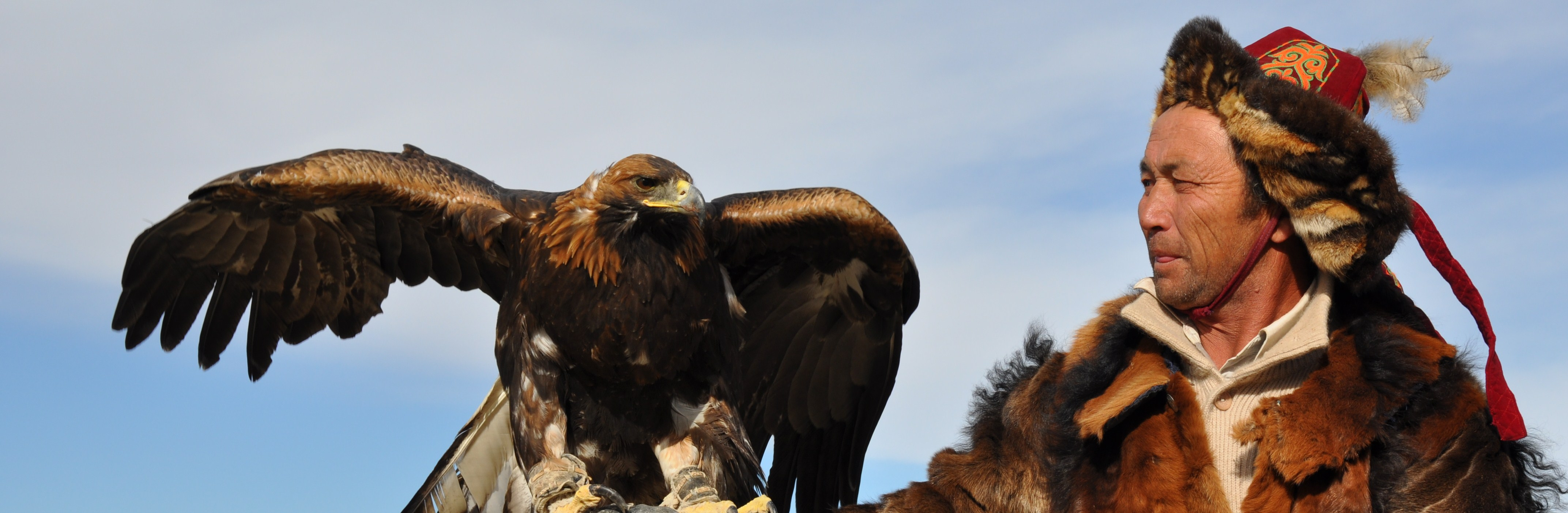
Berkutchi dans le parc national Altai Tavan Bogd (Tavan Bogd) en Mongolie.

Pendant la période communiste, de nombreux Kazakhs fuient vers la Mongolie et s'installent dans la province de Bayan-Ölgii en Mongolie. Les Kazakhs qui y vivent de nos jours continuent de pratiquer le berkutchi. On y estime le nombre de chasseurs à deux cent cinquante personnes. La chasse à l'aigle traditionnelle se pratique à cheval. Ils chassent en général uniquement des renards roux ou des renards corsac. Ils se réunissent notamment pendant la première semaine d'octobre pour le festival de l'aigle royal en Mongolie. Renards et lièvres sont chassés pendant l'hiver, alors qu'il est plus facile de détecter les animaux sur la neige. Beaucoup de traditions kazakhes ont été préservées par ces Kazakhs de Mongolie. Bien que le gouvernement du Kazakhstan essaye de les faire revenir au Kazakhstan, la plupart d'entre eux reste en Mongolie.

## Méthode de dressage

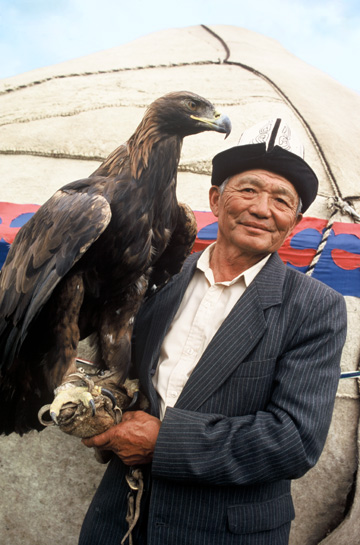
Berkutchi kirghize.

Les berkutchis sont en grande majorité des hommes. Cet art se transmet de père en fils. Les apprentis s'entraînent d'abord avec de petits rapaces comme l'épervier d'Europe et le faucon hobereau, puis ils s'y essaient avec un autour des palombes, faucon sacre, faucon pèlerin et faucon gerfaut. On capture un jeune aiglon qui sait déjà voler à la fin de l'automne, à l'aide d'un filet et d'un appât -- un pigeon ou une perdrix. Ensuite, on l'affame pendant quelques jours jusqu'à ce qu'il accepte de manger dans la main d'homme. Puis, on commence l'apprentissage proprement dit, on sort l'oiseau dehors avec une longe et on l'entraîne à attaquer un renard empaillé (autrefois, on utilisait à cet effet des chiens vivants). À chaque assaut, on le récompense avec un morceau de viande. La formation d'un oiseau peut prendre plusieurs mois, voire plusieurs années.

## Pratique actuelle
Actuellement, au Kazakhstan, il ne reste qu'une vingtaine de berkutchis, qui font démonstration de leur adresse lors de fêtes folkloriques et autres manifestations, car le prélèvement d'oiseaux sauvages dans la nature est devenu incompatible avec les lois et les mentalités actuelles.
La chasse avec des aigles est progressivement en train de disparaître en Mongolie.
Pourtant, les berkutchis connaissent un renouveau de nos jours, notamment grâce à la mise en avant des sports ethniques. L'association des sports nationaux au Kazakhstan soutient en effet cette tradition. Au Kirghizistan, l'activité est également mise en avant pour le tourisme.